# Hieronymus Meyer

Joseph Reinhart: Hieronymus Meyer, Gemälde, ca. 1790.

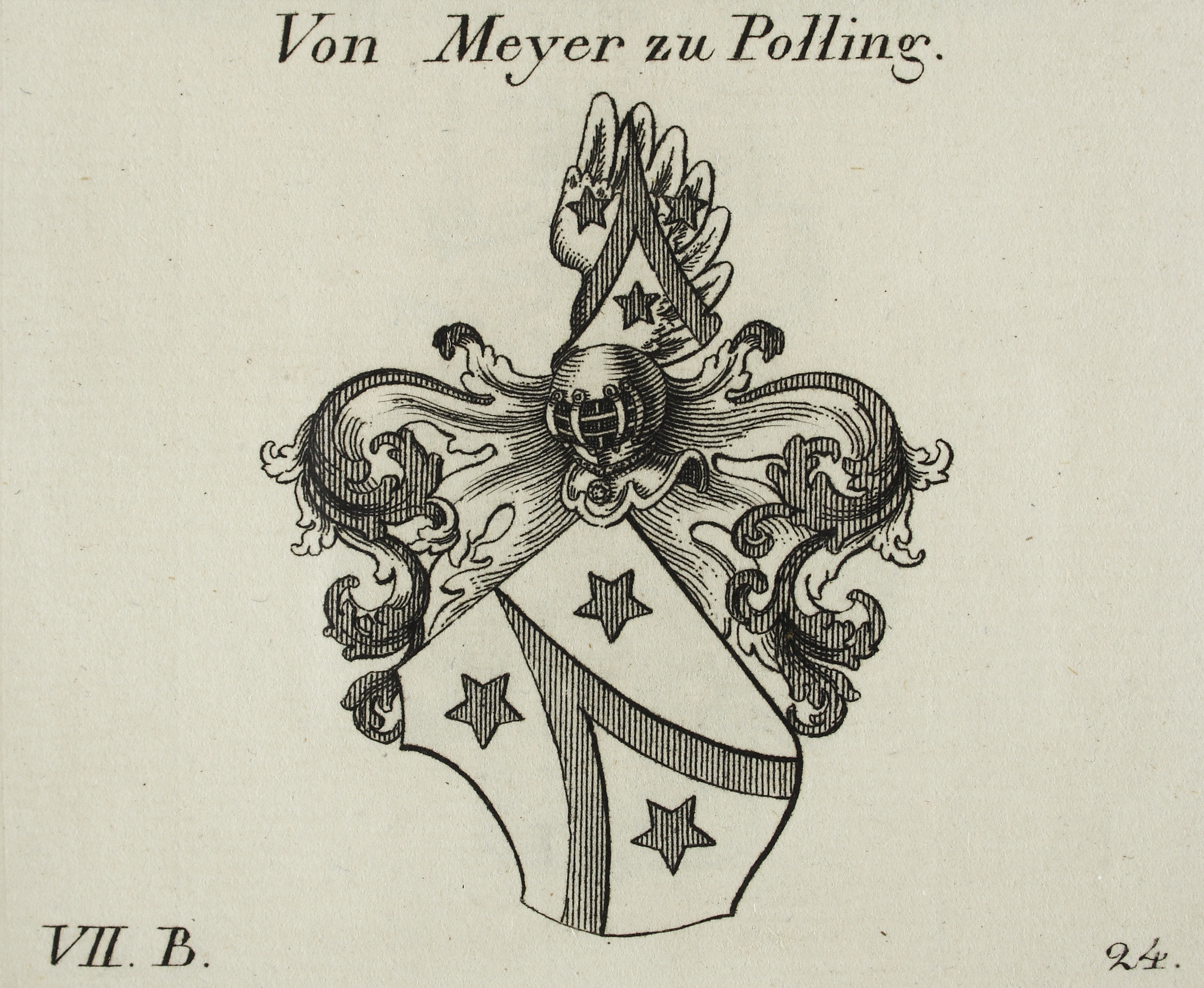
Für Verdienste um die bayerische Landwirtschaft wurde Meyer 1814 in den Adelsstand erhoben.

Hieronymus Meyer, genannt Jérôme Meyer  (* 17. September 1769 in Aarau; † 14. November 1844 in München), seit 1814 von Meyer, war ein Schweizer Unternehmer, Revolutionär und Alpinist. Nach der Konterrevolution gegen die Helvetische Republik (Stecklikrieg) wanderte er nach Bayern aus. Mit seinem Bruder Johann Rudolf (1768–1825) bestieg er in der Schweiz erstmals einen Viertausender. Für Verdienste um die bayerische Landwirtschaft wurde er in den Adelsstand erhoben.

## Jugend
Hieronymus Meyer, genannt Jérôme war ein Sohn des Aarauer Seidenbandfabrikanten, Philanthropen, Mäzens und Revolutionärs Johann Rudolf Meyer (1739–1813) und der Arzttochter Elisabeth Hagnauer (1741–1781). Von seinen Geschwistern stand ihm der Bruder Johann Rudolf Meyer am nächsten. Als Jérôme elf war, verlor er die Mutter. Zwei Jahre später schloss der Vater eine zweite Ehe mit Marianne Renner (1747–1823). Zum Kaufmann bestimmt, reiste Jérôme 1788 mit dem erwähnten Bruder nach Deutschland. Nach einem Praktikum in Hamburg hörte er in Göttingen ein Semester Physik bei Georg Christoph Lichtenberg. 1789 trat er in die väterliche Firma ein und heiratete die gleichaltrige Julie Rothpletz. Zusammen mit Johann Rudolf bewohnte er dessen 1794–1797 errichtete Villa, das Meyerhaus.

## Beteiligung an der Helvetischen Revolution
1798 beteiligte sich die Familie Meyer an der Helvetischen Revolution und trug massgeblich dazu bei, dass aus dem bernischen Unteraargau der selbständige Kanton Aargau entstand. Mit seinem Vater, seinem Bruder Johann Rudolf und seinem Schwager Johann Gottlieb Hunziker gehörte Jérôme dem Aarauer Revolutionskomitee (Sicherheitsausschuss) an. Er wurde mit Missionen zum französischen Geschäftsträger Mengaud und zu den französischen Generälen Brune und Schauenburg betraut. Wie Vater Meyer half er 1801/02 bei der Finanzierung der ältesten Kantonsschule der Schweiz. Deren Gründung wurde von seinem Bruder Johann Rudolf und von dessen Freund Bergdirektor Johann Samuel Gruner (1766–1824) betrieben. Beteiligt daran war auch der Hauslehrer von Johann Rudolfs Kindern, der bayerische Pestalozzi-Schüler Andreas Moser (1766–1806).

## Emigration nach Bayern

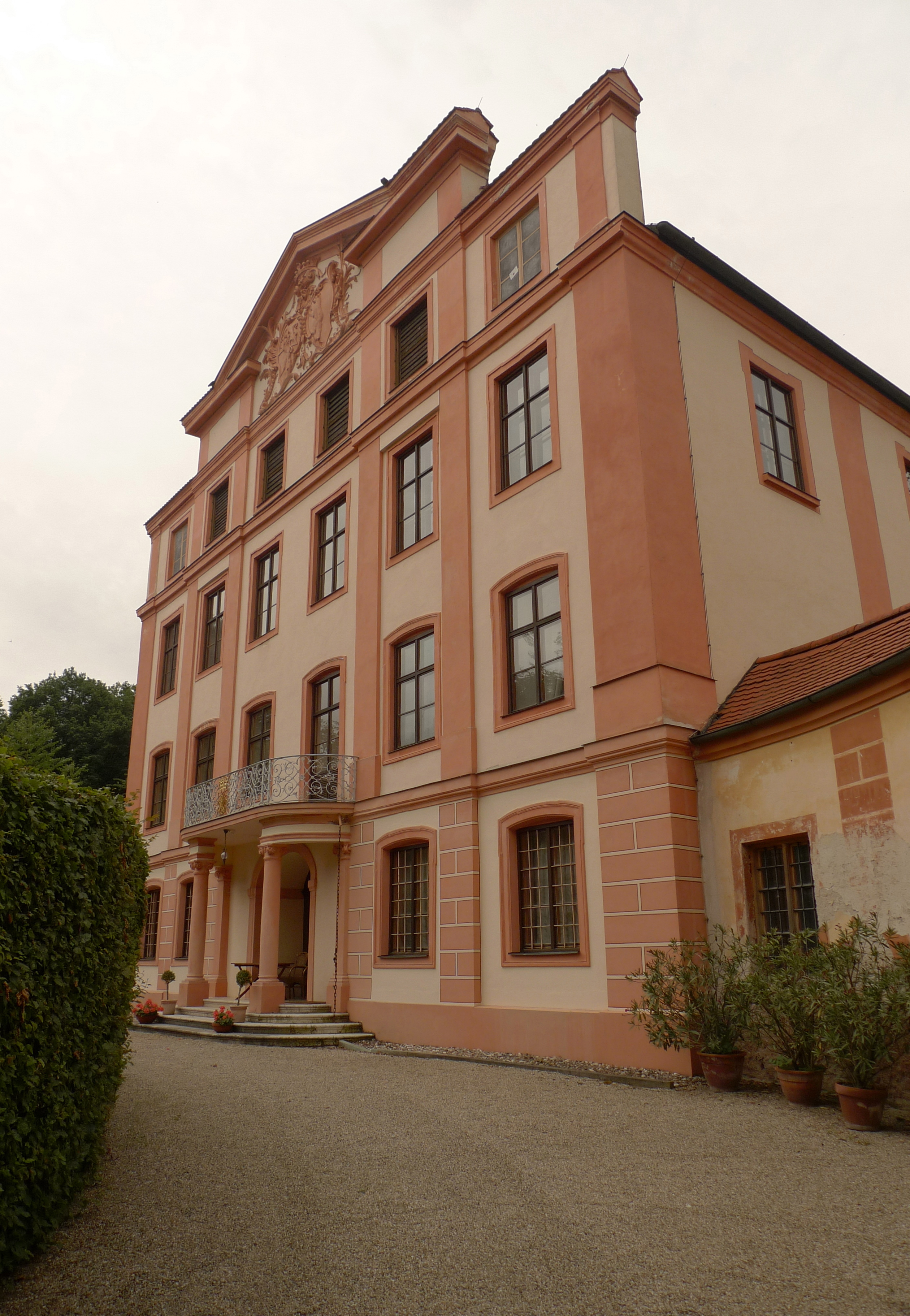
Erster Standort der Meyerschen Fabrikkolonie in Bayern war 1802 Schloss Rohrbach.

Eine Hetzkampagne gegen Moser, der in einem 1800 veröffentlichten Werk den Deismus propagiert hatte, und die anschliessende Konterrevolution gegen die Helvetische Republik veranlasste die Familie Meyer 1802, nach Bayern auszuwandern. Anverwandte von Jérômes Stiefmutter hatten dort Karriere gemacht. Erster Standort der Meyerschen Fabrikkolonie war Schloss Rohrbach (Landkreis Pfaffenhofen an der Ilm), wohin Jérôme übersiedelte. 1803 kaufte die Familie die nahegelegenen Klöster Geisenfeld und Wolnzach, die sie 1804 gegen jene von Polling, Rottenbuch und Steingaden (Landkreis Weilheim-Schongau) vertauschte. In der Verwaltung der bayerischen Güter wechselten sich Jérôme und Johann Rudolf ab. Jérômes kinderlos gebliebene erste Ehe wurde 1803 geschieden. 1804 oder 1805 heiratete er die Frankfurter Kaufmannswitwe Luise Vinnassa geb. Wagner (1770–1826) und kehrte mit dieser und deren Kindern aus erster Ehe nach Aarau zurück. Die nach Bayern verpflanzte Seidenbandfabrik gedieh nicht, weil ihr das Basler Seidenbandkartell die Weber abwarb. Erfolg hatten die Auswanderer hingegen mit der Zucht von Schweizer Rindvieh. Als Vater Meyer seinem Sohn Johann Rudolf 1807 die Verwaltung der bayerischen Güter entzog, hielt Jérôme zum Bruder. Er gab diesem 1809 seine Stieftochter Luise Vinnasssa (1793–1859) zur Frau. Auch kaufte er ihm das Meyerhaus ab, so dass Johann Rudolf dahinter um 1810 eine neue Fabrik bauen konnte.

## Erstbesteigung der Jungfrau

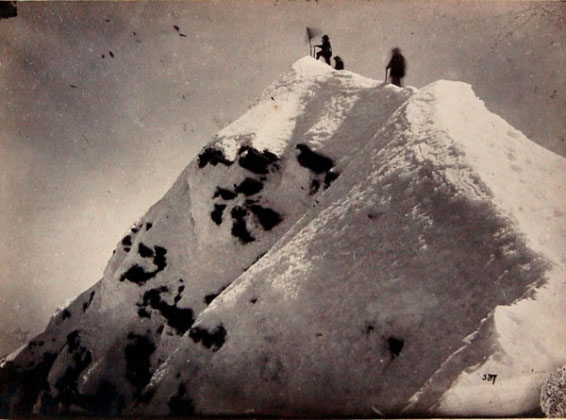
Meyer und seinem Bruder gelang die erste Besteigung eines Viertausenders in der Schweiz. Jungfrau, Fotografie, 1878.

Internationale Bekanntheit erlangten Johann Rudolf und Jérôme, indem sie am 3. August 1811 zusammen mit den Gämsjägern Joseph Bortis und Alois Volken aus Fieschertal (Wallis) die 4158 m hohe Jungfrau und damit als erste Menschen in der Schweiz einen Viertausender bestiegen. 1812 veranstaltete das Brüderpaar eine zweite Expedition, in deren Verlauf Johann Rudolfs Sohn Johann Gottlieb die Besteigung der Jungfrau wiederholte und drei Führern die Erstbesteigung des 4274 m hohen Finsteraarhorns gelungen sein soll.

## Nobilitierung

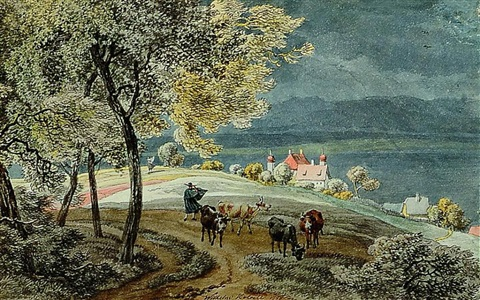
Aufziehendes Gewitter über Schloss Ammerland, das Meyer 1818 kaufte (Wilhelm von Kobell, 1798).

1812 erhielt Jérôme sein Erbteil Polling, worauf er dorthin zurückkehrte. Am 23. März 1814 wurde er für Verdienste um die bayerische Landwirtschaft  in den erblichen Adelsstand erhoben. Am Oktoberfest von 1816 erhielt er die ersten Preise für den schönsten Stier und die schönste Kuh. 1817 veräusserte er Polling an einen Neffen seiner Stiefmutter, Major Samuel Abraham von Renner (1776–1850), und die Villa in Aarau an Johann Rudolfs Söhne Johann Rudolf (1791–1833) und Johann Gottlieb (1793–1829). 1818 erwarb er Ammerland am Starnberger See. Auf dem einsam gelegenen Schlossgut hatte sich zuvor ein zum Tod verurteilter Getreuer Napoleons, Graf Lavallette (1769–1830), versteckt. Möglicherweise wollte Jérôme dort seinem verschuldeten Bruder Johann Rudolf Zuflucht gewähren. Dieser wurde wegen Falschmünzerei 1820 in Karlsruhe verhaftet und 1822 von der badischen Justiz zu drei Jahren Zuchthaus verurteilt. Jérôme verkaufte 1821 Ammerland und lebte fortan in München. Nach dem Tod seiner zweiten Frau heiratete er 1828 die Aarauer Arzttochter Sophie Tanner (1806–1872), mit der er die Töchter Sophie (* 1829) und Franziska (* 1831) hatte. Sophies Gatte Major Rudolf von Esenwein (1822–1870) fiel im Deutsch-Französischen Krieg. Franziska war mit dem – nicht mit ihr verwandten – Oberkonsistorialpräsidenten der Evangelisch-Lutherischen Kirche in Bayern Johann Matthias von Meyer (1814–1882) verheiratet. Renner musste Polling 1843 einem Gläubiger abtreten, nachdem er zu viel in das Gut investiert hatte.